# Tetragonula carbonaria
Tetragonula carbonaria is een vliesvleugelig insect uit de familie bijen en hommels (Apidae). De wetenschappelijke naam van de soort is voor het eerst geldig gepubliceerd in 1854 door Smith. De soort bouwt als enige bekende bijensoort de nesten opwaarts in een spiraalvorm. Tetragonula carbonaria komt voor in Australië en heeft geen angel.